# A sci-fi témakörei
A tudományos fantasztikum témakörei

## Tér--játék
1. Szokványos műfajok a sci–fi kellékeivel 
  1. Kalandregény 
    1. Kalandregény más térben (Brackett: Az Örökre Elmentek Tava)
    2. Kalandregény más időben (Brackett: Rhiannon kardja)
    3. Kalandregény más technikai környezetben (Van Vogt: Az Űrfelderítő fedélzetén; Kornbluth: Az orvosi táska)
    4. Katasztrófaregény (Carneiro: Sötétség)

  2. Detektívregény 
    1. Detektívregény más időben (Iverson: Halál Vesunnában)
    2. Detektívregény más fizikai-technikai környezetben (Nemere: Holtak harca)
    3. Detektívregény más biológiai-pszichológiai környezetben (Asimov: A mezítelen nap)

  3. Szabadságharcok 
    1. Szabadságharc más térben (Carsac: A sehollakók)
    2. Szabadságharc más időben (Lucas rend.: Csillagok háborúja)

  4. Szerelmes történet (Hoyle–Elliot: Androméda)
  5. Kém- és szabotázstörténet (Cartmill: Sürgős küldetés)
2. Küzdelem idegen, nem értelmes tényezőkkel 
  1. Idegen fizikai környezet (Brown: Tébolyult hely a Placet)
  2. Idegen biológiai környezet (Schmitz: A Nagyapa)
  3. Idegen pszichikai környezet (Lem: Solaris)
  4. Idegen technikai környezet (Pohl: Az átjáró)
  5. Űrhajótörés, űrbaleset (Kröger: Robina Crux hajótörése)
  6. Idegen környezet feltárása (Sztrugackij: A bíborszínű felhők bolygója)
3. Találkozás idegen értelemmel (l. még 5.) 
  1. Békés találkozások 	
    1. Segítőkészség, teljes megértés (White: Kórház a Galaktika szélén)
    2. Félreértés (Sturgeon: Nyáhu masinája)
    3. Tökéletes értetlenség (Sztrugackij: Piknik az árokparton)

  2. Konfliktusos találkozások 
    1. Konfliktus az ember sajátságai miatt (Van Vogt: Az utánzók)
    2. Konfliktus az ember tudatlansága miatt (Miller: A barlang)
    3. Konfliktus idegen társadalmi tényezők miatt (Haldeman: Aki nem tud !tangul...)
    4. Konfliktus idegen elvárások, szándékok miatt (Gunn: Töréspont)

  3. Összeütközés idegen fajokkal 
    1. Harc a toleranciáért, a békéért (Pohl: Az éjszaka gyermekei, Kaszás: Találkozás)
    2. A hasonlóság felismerése (Longyear: Kedves ellenségem)
    3. Szabadságharc idegen faj ellen (Wollheim: A kilencedik bolygó)
4. Párhuzamos valóságok (l. még 2.4.7.) 
  1. Párhuzamos valóságok egymás helyén, átjárás lehetséges (Finney: A másik feleség)
  2. Párhuzamos valóságok egymás mellett, nincs szabad átjárás (Hamilton: A számkivetett)
  3. Tükörvilágok (Gamow: A szívem a másik oldalon dobog)
5. Felfedezetlen tér–részek 
  1. Felfedezetlen tér–részek a Föld színén (Beljajev: Elveszett hajók szigete)
  2. Felfedezetlen tér–részek a Föld belsejében (Obrucsev: Utazás Plutóniába)
  3. Felfedezetlen tér-részek a tenger alatt (Doyle: Rejtelmes világ a tenger alatt)
  4. Idegen dimenziók (Gardner: A nullaoldalú professzor)
  5. Mikro- és makrovilág (Oliver: Transzformátor; Pap: Egy kicsi)
6. A jelen veszélyei 
  1. A fejlődés veszélyei (Brown: A fegyver)
  2. A környezet veszélyei (Csernai: Kövek)
  3. Új találmányok veszélyei (Bárdos: Bejelentés)

## Idő--játék
1. Utazások a múltba 
  1. Látogatás (bűntény) a múltban (Bogáti: Időtojás, Iverson: Halál Vesunnában)
  2. Véletlen átesés (V. Nagy: Aggteleki emlék)
  3. Időtörések, időszökevények 
    1. Megváltoztatható–e a múlt? (Nemere: Időtörés)
    2. A múltban megváltoztatható jelen (Jeschke: A király és a bábkészítő)
    3. A megváltoztathatatlan jelen (Rocklynne: Az idő csontvázat érlel)
    4. Megváltoztatható–e a jövő? (Kuttner: Amire szükségük van)

  4. Az ismert múlt magyarázata (Lőrincz L.: Az invázió elmarad)
  5. A múltból a jelenbe, a jövőbe (Bilenkin: Szempont)
  6. Áthallás a múlt és jelen között (Bulicsov: Beszélhetnék Nyinával?)
2. Utazás a jövőbe 
  1. Véletlen átesés (Dick: Reggeli szürkületkor)
  2. Időgép (Wells: Időgép)
  3. Utaztatás különleges céllal (Bester: Hobson választása)
3. Utazások a jövőből 
  1. Véletlen átesés (Padgett: A Tvonki)
  2. Időzavarok (Finney: Félek)
  3. Időutas hajótörése (Lőrincz L.: Angyal Firenze felett)
  4. Tervszerű időutazások 
    1. Időjárőr, szökevények, időháború (Anderson: Az idő folyosói, Nemere: A téridő istenei)
    2. Időturizmus, látogatás (Bradbury: A tetovált ember)
    3. Gazdasági hasznosítás, büntetés (Lőrincz L.: A szeméttelep)
    4. Leletmentés (Aldiss: Jaj a tigrisnek)
    5. Áthallás a jelen és a jövő között (Szigethy: A Ghallagham űrsikló)
4. Időparadoxonok, szabálytalan idők 
  1. Egyszerre érzékelt idősíkok (Opriţa: A Möbius–gyűrű)
  2. Megismétlődő (ciklikus) idő (Lőrincz L.: Örök visszatérés)
  3. Időparadoxon (Van Vogt: Messzi Centaurus)
  4. Visszafelé folyó idő (Leiber: Az ember, aki sosem fiatalodott meg)
  5. Lelassuló–felgyorsuló idő (Lőrincz L.: A púpos)
  6. Kimetszett idő (Aldiss: Minden időké ő...)
  7. Alternatív történelem (Beam Piper: Skizofrén történelem)
5. Géntörés (Cameron rend.: Terminátor)
6. Jövőlátás (Heinlein: Életvonal)

## Jövőképek
1. Az emberiség biológiai–genetikai fejlődése 
  1. Elkorcsosulás, mutációk, betegségek, génmanipulációk (Aldiss: A világ minden könnye)
  2. Fiatalítás—öregítés (Eisenberg: Az apám korában)
  3. Új faj születése (Clarke: A gyermekkor vége, Sawaszkievicz: Az idegenek)
  4. Klónozás (Kadzsio: A nyár, amikor Siho elhagyott)
  5. A külső megváltoztatása, bioforma (Bulicsov: A bioforma)
  6. Agyátültetés, agyműködés befolyásolása (Crichton: Az átprogramozott ember; Siodmak: Donovan agya)
  7. Szexuális élet, nemi szerepek, gyermekszületés (Lenech: Mily boldog ébredés!)
2. Az emberiség technikai fejlődése 
  1. Idővisszajátszás (Kuttner: A Szem)
  2. A természeti viszonyok megváltoztatása (Prosperi: Egy esős nap)
  3. Az élet kiterjesztése, hibernáció (Van Vogt: Az elhatározás)
  4. Veszélyes gépek, veszélyes robotok (Fiałkowski: A parancsnok életre keltése)
  5. Új élettér birtokbavétele 
    1. Exodus (Asimov: Nemezis)
    2. Aquakultúra (Clarke: A mélyben)
    3. Új élettér a levegőben (Jeter: Isten veled, láthatár)

  6. Új felfedezések, találmányok, szolgáltatások és hatásuk (Shaw: Régmúlt napok fénye; Dębski: Ön rendelt kínvallatást?)
  7. Új államszervezet, igazságszolgáltatás, bűnüldözés, pedagógia (Karinthy: Földrajzóra 2852-ben)
  8. Mesterséges valóságok (Gibson: Neurománc)
  9. Új hétköznapok (Dévényi: Biznisz)
3. Az emberiség társadalmi fejlődése 
  1. Alteráció 
    1. Halandók és halhatatlanok (Webb: Variáció egy Beethoven–témára)
    2. Természetes és mesterséges életmód (Clarke: A város és a csillagok)
    3. Szaporodók és nem szaporodók (Aldiss: A világ minden könnye)
    4. Föld alattiak és föld fölöttiek (Nemere: Zuhanás a Napba)
    5. Pszi–tudatúak és anélküliek; mágia és tudomány (Cogswell: Fal a világ körül) (l. még 4.5.1.)
    6. Békések és harcolók (Sheckley: A hivatásos bűnöző)
    7. Kicsik és nagyok (Wells: Az istenek eledele)
    8. Egészségesek és betegek (Ellison: A kivetettek)

  2. Falanszter és rendőrállam; bürokrácia, intézmények (Mandics–Veress: Vasvilágok)
  3. Túlfejlődés 
    1. Célvesztés, önműködő gépi kultúra; mesterséges cél (Williamson: Összeomlás; Filar: Jövevények)
    2. Túlnépesedés (Pohl: Népszámlálók)
    3. A városi életmód és összeomlása (Watson: A szemét rítusai)
    4. Izoláció (Ballard: A behatoló; Asimov: Mezítelen Nap)
    5. A technika összeomlása (Lem: Donda professzor)

  4. Totális háború 
    1. Háború és pusztulás (Bloch: Másnap reggel)
    2. A háború leküzdése, lefegyverzés (Sturgeon: Villám és rózsák, Haldeman: Szerény javaslat)

  5. Totálisan irányított állam 
    1. Utópia, disztópia. Rétegzett (kasztozott) állam (Donaggio: Biztonsági okokból)
    2. Hamis egyenlőség, hamis boldogság; médiakrácia (Vonnegut: Harrison Bergeron)
    3. Totális irányítás–természetes fejlődés (Zuddas: Az utolsó istenek)
    4. Őrködők (Vinge–Vinge: A vándorkereskedő meg a segédje)

  6. A Föld és az új telepek (Barbet: A bódító bolygó; Heinlein: Nagyszerű megint itthon!)
  7. Új társadalmi rendszer (Christopher: Veszélyben a bolygó)
4. Világvége- és újrakezdés–koncepciók 
  1. Természeti kataklizmák 
    1. Pusztulás élettelen tényezőktől (Leiber: A Vándor)
    2. Pusztulás biológiai tényezőktől (Christopher: Egyetlen fűszál se)

  2. Az emberiség pusztulása 
    1. Tömeghalál, pusztulás (Shute: A parton)
    2. Ember nélküli föld (Bradbury: Marsbéli krónikák)

  3. Az emberiség átmentése, újrakezdett fejlődés (Wyndham: A triffidek napja)
  4. Deukalión és Pürrha (Brown: És akkor kopogtak)
  5. Ciklikus fejlődés (Miller: Hozsánna neked, Leibowitz)
5. A környezet fejlődése 
  1. Az állat- és növényvilág fejlődése, pusztulása (Csernai Zoltán: A Kajmán–effektus)
  2. Éghajlatváltozás; a környezet módosulása (Kostyál: Különös város; Tőke: Repül a tó)
  3. Mutáns állatvilág; az állatok átveszik a stafétabotot (Czakó: A Sárkánymocsár ura)
6. Új történelem (Asimov: Alapítvány)
7. Új ideológiák 
  1. Új (?) Messiás (Bradbury: Az ember)
  2. Új hit, hitterjesztés (Bradbury: A lángléggömbök)
  3. Új fasizmus (Newman: Übermensch)
  4. Társadalmi szerepek új ideológiái (Ambrus: Okleveles tündér)
8. Jövendő pszichológiai problémák 
  1. Mentális problémák, tesztek (Bradbury: Az űrhajós, Szablicki: Szükségállapot) (l. még 4.1.3.)
  2. Túlzott racionalizmus (Bradbury: A száműzöttek, Morrow: Az igazmondók városa)
  3. Emberi hibák, konfliktusok, bűnök (Vance: A Mitr)

## Tudat–játék
1. Pszichológiai kísérletek 
  1. Női szerep az űrben (Pestriniero: AU.R.A.)
  2. Különleges adottságok keresése (Bulicsov: Türelem)
  3. Űr-szimulátor (Asimov: A csillagokba!)
  4. Téves képzetek, őrültségek (Montana: A Diana–szindróma)
2. Különleges képességek 
  1. Különleges képességek birtoklása (Van Vogt: Silkie)
  2. Különleges képességűek szaporodása (Shiras: Én csak egy kisfiú vagyok)
3. Helyváltoztatás 
  1. Telekinézis (Dworak–Danak: Jan Ci±gwa hatalma az anyag fölött)
  2. Teleportáció (Gödri: A jógi)
4. Tudat–átplántálás 
  1. Új testbe költözés (Zsoldos Péter: A feladat)
  2. Helycsere (Van Vogt: A Nagy Bíró)
  3. Állattá változás (Lackey: Átváltozó vadász)
  4. Lélekvándorlás, élet a halál után (Ritche: Találkozás a bárkán)
5. Gondolatátvitel 
  1. Mutáció (Dick: A pszi) (l. még 3.3.1.5.)
  2. Kevesek adottsága (Aldiss: Kék félláb)
  3. Az emberiség természetes fejlődése (Dickson: Az antenna; Van Vogt: Slan)
  4. Agyfürkészés (Bester: Az arcnélküli ember)
  5. Emlékátvitel (Kir Bulicsov: Az emlékezet első rétege)
  6. Valóraváltás (Le Guin: Égi eszterga, Brown: Marslakók, mars haza!)
6. Akaratátvitel (Robinson: Az Erő)
7. Cselekmény a tudaton belül (Sheckley: Hideg–meleg)
8. Személyiségszimuláció (Silverberg: Végy egy katonát...)

## Idegen civilizációk (l. még 1.3.)
1. Idegenek utazása hozzánk 
  1. Nyomok a múltban (Kasztovszky: 1908. június 30. Vanavara)
  2. Jelek a jelenben; beköltözés (Cartur: A köd)
  3. Események a jövőben 
    1. Látogatás kapcsolatfelvétel nélkül (Sztrugackij: Piknik a senkiföldjén)
    2. Kapcsolat hatás nélkül (Asimov: Törődik–e a méh?...)
    3. Kapcsolat kölcsönös haszonnal (Raida: A papírsárkány)
    4. Idegenek tevékenysége a Földön 
      1. Cél: vizsgálni az embert (Watson: Hiperállatkert)
      2. Cél: mintapéldányt gyűjteni (Brown: És akkor kopogtak)
      3. Cél: az embert átköltöztetni (Tiptree: Nők, akiket nem értenek a férfiak)
      4. Cél: a fejlődést akadályozni (Pohl: A sebesség csapdája)
      5. Cél: az embert segíteni, az életet terjeszteni (Gergely: A Kozmosz 15. törvénye, Clarke–Lee: Bölcső)
      6. Cél: az emberiséget megmenteni (Del Rey: Sötét küldetés)
      7. Cél: az embert elpusztítani (Aldiss: T.)
      8. Cél: a Földet föl/kihasználni (Zajdel: Doktor Quin módszere)
      9. Cél: igazságot szolgáltatni (Lőrincz L.: A furcsa pár)

    5. Idegenek konfliktusai a Földön 
      1. Ütközés a földi fizikával (Clement: A bizonyíték)
      2. Ütközés a földi biológiával (Williamson: A házaló orra)
      3. Ütközés a földi szokásokkal, kultúrával (Lőrincz L.: A százhetvenedik ország)
      4. Idegenek harca a Földön (Dick: Pat ajándéka, Oramus: Acélmadár)
2. Földiek utazása idegenekhez 
  1. Találkozás önmagunkkal (Tenn: A Pszt!–hadművelet, Zsoldos: Távoli tűz, A Viking visszatér)
  2. Idegen civilizáció nyomai (Clarke: A csillag)
  3. Félreismerések (Knight: Hajósinas)
  4. Idegen civilizáció megismerése, megismerhetetlensége; befolyásolása (Vinge: Borostyánszemek)
  5. Űrháború (Anderson: A nagy keresztes hadjárat)
3. Együttélés idegenekkel 
  1. Az együttélés nehézségei 
    1. A fizika különbözése (Rákos: Csupán egy ölelés)
    2. Az időirány különbözése (Puhov: Közlékeny humanoid)
    3. A szokások, erkölcsök különbözése (Pohl: A gyertyagyújtó)
    4. A mítoszok különbözése (Harrison: Ashkelon utcái)
    5. A biológiánk különbözése (Asimov: Nemezis)
    6. A művészet különbözése (Dixon: Black Charlie)
    7. A méretek különbözése (Pandolfi: A fehér tenger)
    8. Érdekütközések, összecsapások, gyarmatosítás (Nemere: Elektron–expedíció)

  2. Leigázott földiek 
    1. Földiek mikroszkóp alatt (Bulicsov: Kettészakított élet)
    2. Földiek állatkertben (Aldiss: A vér szava)
    3. Földiek föl/kihasználása (Aldiss: Az arénában, Bradbury: Talán álmodni)
    4. Földiek vesztett csata után (Pohl: Az éjszaka gyermekei)

  3. Együttélés kölcsönös haszonnal 
    1. Vegyes házasságok (Aldiss: A mi tudásunk)
    2. Kölcsönös alkalmazkodás (Zelazny: A December Klub)
    3. Közös tevékenység (Bulicsov: Az utolsó háború)
4. Idegenek élete (Chruszczewski: A málnavörös Oah-tó, Matheson: A Naptól a harmadik)

## Gólem és robot
1. Eleven tárgyak (Davidson: Ha a tengerek minden osztrigája)
2. Mesterségesen előállított/képzett értelmek 
  1. Rabszolga testek (Oramus: Immunológiai akadály)
  2. Rabszolga lelkek (Krupkat: A párbaj)
  3. Gólem és Frankenstein; robotizált állatok (Singer: Gólem)
3. Mesterségesen előállított ember, kiborg (Davis: Levél Ellennek)
4. A robot 
  1. A robot mint segítőtárs (Dick: Dadus)
  2. A robot mint konfliktusforrás 
    1. Robot-logika (Asimov: Én, a robot)
    2. Robot-etika (Lem: Vadászat)
    3. Robot-filozófia, robotbetegség (Asimov: Én, a robot)
    4. Robot a termelésben (Pohl: A Midász-csapás)
    5. Robot ember-szerepben (Lőrincz L.: A hosszú szafári)

  3. A jövő a robotoké 
    1. Mesterséges értelem (Lem: Lymphater utolsó képlete)
    2. Önállósodó gép (Tőke: Veszélyes idősík)
    3. Robot-vezérelt társadalom (Asimov: A vállán hordja a világ minden baját...)
    4. Robotok rémuralma, harca az ember ellen (Falessi: Az időgép)
    5. Robotok egymás közt; robot-társadalom (Alan Bloch: Az Ember, az másmilyen[1])